# Acta Biomaterialia
Acta Biomaterialia est une revue technique et scientifique, mensuelle, à comité de lecture (peer-reviewed). Ce journal scientifique est édité par Elsevier (éditeur).
Il est publié pour le compte d’Acta Materialia, Inc. et est sponsorisé par ASM International et The Minerals, Metals & Materials Society (en).

## Histoire du journal
Ce journal a été créé en janvier 2005 alors que l'intérêt pour le biomimétisme se développait, en lien avec la recherche de solutions industrielles plus soutenables pour la société et l'environnement local et planétaire, avec comme rédacteur en chef W.R. Wagner (de l'Université de Pittsburgh).

## Thèmes couverts
La revue couvre la recherche en biomatériels au sens large, incluant l'interdépendance de la structure et des fonctions de ces biomatériaux, aux échelles macroscopiques à nanométriques.
La revue traite aussi des matériaux d'intérêt biomédical et biocompatibles (pour la chirurgie, les implants, métalliques notamment, éventuellement biodégradable...).

## Formats de publication
Ils comprennent des rapports de recherche originaux, des articles de synthèse ainsi que des communications rapides (dites "lettres"),

## résumés et indexation
la revue Acta Biomaterialia est résumé et indexée par les plafeformes suivantes :
- Chemical Abstracts Service
- EMBASE
- EMBiology (en)
- Elsevier BIOBASE (en)
- MEDLINE/PubMed
- Materials Science Citation Index (en)
- Science Citation Index Expanded
- Scopus

## Facteur d'impact
Selon le  Journal Citation Reports, ce journal avait a 2016 un facteur d'impact de 6.319.

## voir aussi